# Среднепокровский
Среднепокровский — опустевший хутор в Новониколаевском районе Волгоградской области России. Входит в состав Верхнекардаильского сельского поселения.

## История
В соответствии с Законом Волгоградской области от 22 декабря 2004 года № 975-ОД «Об установлении границ и наделении статусом Новониколаевского района и муниципальных образований в его составе», хутор вошёл в состав образованного Верхнекардаильского сельского поселения.

## География
Хутор находится в северо-западной части региона, в степной зоне, в пределах Хопёрско-Бузулукской равнины, на левом берегу реки Купавы.
Абсолютная высота — 114 метров над уровнем моря.
Часовой пояс
Хутор Среднепокровский, как и вся Волгоградская область, находится в часовой зоне МСК (московское время). Смещение применяемого времени относительно UTC составляет +3:00.

## Население
| 2010 |
| ---- |
| 0    |

## Инфраструктура
Было личное подсобное хозяйство.

## Транспорт
Просёлочные дороги.